# Цоко Коев
Цоко Стоянов Коев е български военен деец, полковник, участник в Балканската (1912 – 1913), Междусъюзническата (1913) и Първата световна война (1915 – 1918), командир на 18-и пехотен етърски полк (1923).

## Биография
Цоко Коев е роден на 22 ноември 1885 г. в Ловеч. През 1908 г. завършва Военно на Негово Княжеско Височество училище в 28-и випуск и на 17 февруари е произведен в чин подпоручик. След производството е назначен на служба в 34-ти пехотен троянски полк. На 19 февруари 1911 г. е произведен в чин поручик, на 18 май 1914 в чин капитан и през 1918 в чин майор.
Коев служи в 36-и пехотен козлодуйски полк, Школата за запасни офицери и втора пехотна дружина. От 1920 година е командир на дружина от 2-ри пехотен искърски полк, след което е началник на Разградското окръжие. През 1922 година е назначен за началник на Ловешкото окръжие, а на 30 януари 1923 е произведен в чин подполковник.
С доклад от 2 май 1923 г. и царска заповед от 9 май е назначен за командир на 18-а пехотна етърска дружина, на която служба е от 18 май до 20 август 1923 г. (след Деветоюнския преврат). От 1927 г. е командир на втори пехотен искърски полк. На 26 март 1931 година е произведен в чин полковник и на 21 юли 1933 година е уволнен от служба.

## Военни звания
- Подпоручик (17 февруари 1908)
- Поручик (19 февруари 1911)
- Капитан (18 май 1914)
- Майор (1918)
- Подполковник (1923)
- Полковник (26 март 1931)

## Награди
- Възпоменателен кръст „За независимостта на България 1908 година“ (1910)
- Военен орден „За храброст“ IV степен 2 клас (1913)
- Царски орден „Св. Александър“ IV степен (1914)
- Военен орден „За храброст“ IV степен 1 клас (1917)
- Орден „Железен кръст“ II степен, Германска империя (1917)